# 덴티움
덴티움(Dentium Co. Ltd.) 주식회사는 치과용 의료기기·생체재료를 종합솔루션으로 개발해 생산·판매하는 대한민국 회사로 한국 임플란트 시장점유율 2위이다 대표이사는 서승우, 창업자이자 현 대주주/사내이사로 정성민이며 의료기기 전문 기업 제노스 대표이사, 서울 웰치과 원장도 겸한다
중국과 러시아가 매출 비중의 약 50%, 15%를 차지한다
오스템임플란트, 스트라우만과 함께 중국 임플란트 시장을 대부분 차지하고 있는 상위 3개 업체 중 하나로 외국인 지분율이 19.11%이다.

## 연혁
2025년 4월 행동주의펀드 얼라인파트너스가 '단순 투자'보다 높은 '일반 투자 목적'으로 장내 매수로 덴티움 지분 7.17%를 확보했다.

## 같이 보기
- 임플란트
- 오스템임플란트
- 제노스 (기업)

## 참고문헌
1. ↑  “이재형, 덴티움·바텍, 해외판매 증가 전망… 실적 반등 신호?”. 《매경헬스》. 2023년 12월 8일. 2025년 4월 1일에 확인함.
2. ↑  “김동호, 정성민 덴티움 창업주 겸 제노스 대표이사”. 《비지니스포스트》. 2024년 3월 8일. 2025년 4월 1일에 확인함.
3. ↑  “홍재영, 덴티움, 눈에 띄는 수익성 보유…커버리지 개시-DS”. 《머니투데이》. 2023년 11월 23일. 2025년 4월 1일에 확인함.
4. ↑  “한송협, Earnings Preview 기업분석 -2Q부터 중국 중심 매출 성장 본격화 전망” (PDF). 《대신증권》. 2024년 4월 12일. 2025년 4월 1일에 확인함.
5. ↑  “행동주의 타깃 된 덴티움…증권가 "긍정적" 주가는 11% 급등(종합)”. 《연합뉴스》. 2025년 4월 1일. 2025년 4월 1일에 확인함.